# Nikola Đurđić
Nikola Đurđić (en serbe en écriture cyrillique : Никола Ђурђић) est un footballeur international serbe, né le 1er avril 1986 à Pirot en Yougoslavie (auj. en Serbie). Il évolue au poste d'attaquant.

## Palmarès
- FK Haugesund
  - Champion de Norvège de D2 en 2009

## Statistiques
| Saison    | Club                 | Pays         | Championnat         | Coupes nationales | Coupes d'Europe               | Serbie  |
| --------- | -------------------- | ------------ | ------------------- | ----------------- | ----------------------------- | ------- |
| 2006-2007 | FK Voždovac Belgrade | Super Liga   | 30 matchs / 10 buts | ?                 | -                             | -       |
| 2007-2008 | FK Voždovac Belgrade | Prva Liga    | 27 matchs / 4 buts  | ?                 | -                             | -       |
| 2008-2009 | FK Voždovac Belgrade | Prva Liga    | 7 matchs / 1 but    | ?                 | -                             | -       |
| 2009      | FK Haugesund         | Adeccoligaen | 25 matchs / 10 buts | 3 matchs          | -                             | -       |
| 2010      | FK Haugesund         | Tippeligaen  | 27 matchs / 12 buts | 3 matchs / 5 buts | -                             | -       |
| 2011      | FK Haugesund         | Tippeligaen  | 27 matchs / 12 buts | 2 matchs / 1 but  | -                             | -       |
| 2012      | FK Haugesund         | Tippeligaen  | 18 matchs / 12 buts | 4 matchs / 5 buts | -                             | -       |
| 2012      | Helsingborgs IF      | Allsvenskan  | 11 matchs / 10 buts | -                 | 2+6 matchs / 0+4 buts (C1+C3) | -       |
| 2012-2013 | SpVgg Greuther Fürth | Bundesliga   | 15 matchs / 5 buts  | -                 | -                             | 1 match |
| 2013-2014 | SpVgg Greuther Fürth | 2.Bundesliga | 15 matchs / 4 buts  | 3 matchs / 1 but  | -                             | -       |
| 2014-2015 | FC Augsburg          | Bundesliga   | 16 matchs / 1 but   | 1 match           | -                             | -       |
| 2015-2016 | Malmö FF             | Allsvenskan  | 12 matchs / 5 buts  | -                 | 10 matchs / 1 but (C1)        | -       |
| 2015-2016 | Fortuna Düsseldorf   | 2.Bundesliga | 12 matchs / 2 buts  | -                 | -                             | -       |
| 2016-2017 | FK Partizan Belgrade | Super Liga   | 13 matchs / 1 but   | 2 matchs          | 2 matchs (C3)                 | -       |
| 2016-2017 | Randers FC           | SAS Ligaen   | -                   | -                 | -                             | -       |

Dernière mise à jour le 06/04/2017